# Francisc Vaștag
Francisc Vaștag (Reșița, 26 novembre 1969) è un pugile rumeno, nelle categorie dei pesi welter e superwelter, vincitore della medaglia d'oro ai mondiali di Mosca 1989, Tampere 1993 e Berlino 1995.